# Satoshi Tsumabuki
Satoshi Tsumabuki (妻夫木聡?, Tsumabuki Satoshi; Yanagawa, 13 dicembre 1980) è un attore e cantante giapponese.
Ha iniziato la sua carriera all'interno del mondo dello spettacolo verso la fine degli anni '90, ma si è rivelato al grande pubblico a partire dal film Water Boys in cui ha recitato interpretando il ruolo d'uno dei principali personaggi protagonisti. 
È inoltre cantante e bassista della band Basking Lite.

## Filmografia

### Cinema
- Nazo no tenkousei, regia di Kazuya Konaka (1999)
- GTO, regia di Masayuki Suzuki (1999)
- Tomie: Re-birth, regia di Takashi Shimizu (2001)
- Water Boys, regia di Shinobu Yaguchi (2001)
- Jam Films, regia collettiva (2002) - (segmento "Justice")
- Sayonara, Kuro, regia di Joji Matsuoka (2003)
- Doragon heddo, regia di Jôji Iida (2003)
- Joze to tora to sakana tachi, regia di Isshin Inudô (2003)
- Kyô no dekigoto, regia di Isao Yukisada (2003)
- 69, regia di Lee Sang-il (2004)
- Yaku san-jû no uso, regia di Kentarô Ohtani (2004)
- Tetsujin 28 (Tetsujin niju-hachigo), regia di Shin Togashi (2004)
- Lorelei, regia di Shinji Higuchi e Cellin Gluck (2005)
- Mayonaka no Yaji-san Kita-san, regia di Kankurô Kudô (2005)
- Haru no yuki, regia di Isao Yukisada (2005)
- Yawarakai seikatsu, regia di Ryūichi Hiroki (2005)
- The Fast and the Furious: Tokyo Drift, regia di Justin Lin (2006)
- Nada sô sô, regia di Nobuhiro Doi (2006)
- Dororo, regia di Akihiko Shiota (2007)
- Kayôkyoku dayo jinsei wa, regia di Itsumichi Isomura e Shinobu Yaguchi (2007)
- Tsukigami, regia di Yasuo Furuhata (2007)
- Quiet room ni yôkoso, regia di Suzuki Matsuo (2007)
- Tokyo!, regia collettiva (2008) - (segmento "Interior Design")
- Za majikku awâ, regia di Kôki Mitani (2008)
- Yami no kodomo-tachi, regia di Junji Sakamoto (2008)
- Pako to mahô no ehon, regia di Tetsuya Nakashima (2008)
- Buta ga ita kyôshitsu, regia di Tetsu Maeda (2008)
- Kansen rettô, regia di Takahisa Zeze (2009)
- Boat, regia di Young-nam Kim (2009)
- Viyon no tsuma, regia di Kichitaro Negishi (2009)
- Shuarî samudei, regia di Shun Oguri (2010)
- Akunin, regia di Lee Sang-il (2010)
- Mai bakku pêji, regia di Nobuhiro Yamashita (2011)
- Sumagurâ: Omae no mirai o hakobe, regia di Katsuhito Ishii (2011)
- Ai to Makoto, regia di Takashi Miike (2012)
- Ogon o daite tobe, regia di Kazuyuki Izutsu (2012)
- Tokyo Family (Tôkyô kazoku), regia di Yōji Yamada (2013)
- Kiyosu kaigi, regia di Kôki Mitani (2013)
- Jajji!, regia di Akira Nagai (2014)
- The Little House (Chiisai ouchi), regia di Yōji Yamada (2014)
- Bokutachi no kazoku, regia di Yūya Ishii (2014)
- Maiko wa redî, regia di Masayuki Suo (2014)
- Kawaki, regia di Tetsuya Nakashima (2014)
- Bankûbâ no Asahi, regia di Yūya Ishii (2014)
- The Assassin (Ci ke Nie Yin Niang), regia di Hou Hsiao-hsien (2015)
- Kazoku wa tsuraiyo, regia di Yōji Yamada (2016)
- Tono, risoku de gozaru!, regia di Yoshihiro Nakamura (2016)
- Gukôroku, regia di Kei Ishikawa (2016)
- Ikari, regia di Lee Sang-il (2016)
- Myûjiamu, regia di Keishi Ohtomo (2016)
- Kazoku wa tsuraiyo 2, regia di Yōji Yamada (2017)
- Okuda Tamio ni naritai Boy to deau otoko subete kuruwaseru Girl, regia di Hitoshi Ône (2017)
- Tang ren jie tan an 2, regia di Sicheng Chen (2018)
- Tsuma yo bara no yô ni: Kazoku wa tsuraiyo III, regia di Yōji Yamada (2018)
- Nakimushi Shottan no kiseki, regia di Toshiaki Toyoda (2018)
- Kuru, regia di Tetsuya Nakashima (2018)
- Paradise Next, regia di Yoshihiro Hanno (2019)
- Kessan! Chushingura, regia di Yoshihiro Nakamura (2019)
- Red, regia di Yukiko Mishima (2020)
- Ichido shinde mita, regia di Shinji Hamasaki (2020)
- The Asadas!, regia di Ryōta Nakano (2020)
- Aru otoko, regia di Kei Ishikawa (2022)

### Televisione
- Omizu no hanamichi – serie TV (1999)
- Ikebukuro West Gate Park – serie TV, 11 episodi (2000)
- Kabachitare – serie TV, episodi 1x5-1x10-1x11 (2001)
- Dekichatta kekkon – serie TV, 11 episodi (2001)
- Platonic Sex, regia di Kôzô Nagayama e Isamu Nakae – film TV (2001)
- Chûshingura 1/47, regia di Shunsaku Kawake – film TV (2001)
- Kisarazu Cat's Eye – serie TV, episodi 1x9 (2002)
- The Long Love Letter (Rongu rabu retâ: Hyôryû kyôshitsu) – serie TV, 11 episodi (2002)
- Sabu, regia di Takashi Miike - film TV (2002)
- Wedding Planner – miniserie TV, 11 episodi (2002)
- Lunch no joō (Ranchi no joô) – serie TV, 12 episodi (2002)
- Black Jack ni yoroshiku – miniserie TV, 11 episodi (2003)
- Toride naki mono, regia di Yasuo Tsuruhashi – film TV (2004)
- Orange Days (Orenji deizu) – serie TV, 11 episodi (2004)
- Matthew's Best Hit TV – serie TV (2004)
- Slow Dance – miniserie TV, 11 episodi (2005)
- Tengoku to jigoku, regia di Yasuo Tsuruhashi – film TV (2007)
- Tenchijin – serie TV, 47 episodi (2009)
- The Higashino Keigo Mysteries – miniserie TV, episodi 1x6 (2012)
- Wakamonotachi – miniserie TV, 10 episodi (2014)
- Yo ni mo Kimyô na Monogatari: Eiga kantoku-hen, regia collettiva – film TV (2015)
- Kidnap Tour, regia di Yoshiyuki Kishi – film TV (2016)
- Innocent Days – serie TV, 6 episodi (2018)
- Ranhansha, regia di Yūya Ishii – film TV (2018)
- Kiken na Venus (Kikenna Venus) – miniserie TV, 10 episodi (2020)